# Idem
idem — латинський термін, що означає «те саме», «ті самі», «так само». Його зазвичай скорочують як id., особливо використовується в юридичних цитатах для позначення попереднього цитованого джерела (порівняйте там само.). Він також використовується в академічних цитатах для заміни імені повторюваного автора.
Id. широко використовується в канадському законодавстві та в юридичних документах Сполучених Штатів для застосування короткого опису до розділу з тим самим фокусом, що й попередній.
Id. є чоловічим і середнім родом; ead. (жіночий рід), це абревіатура від eadem, що також перекладається як «те саме».
Як абревіатура, Id. завжди ставиться крапка як у британському, так і в американському вживанні (див . використання крапки в скороченнях). Його перше відоме використання датується 14 століттям.

## Використання

### Юридичне
- Сполучені Штати проти Мартінес-Фуерте , 428 US 543, 545 (1976).
- ID. на 547.

Тут перша цитата стосується справи Сполучені Штати проти Мартінес-Фуерте. Наведений номер тому — 428, сторінка, на якій починається справа, — 543, а номер сторінки, на яку посилається, — 545. «США» між цифровими частинами цитати відноситься до звітів Сполучених Штатів . 1976 відноситься до року публікації справи. Друга цитата посилається на першу цитату й автоматично містить того самого автора та номер тому; однак номер сторінки, що цитується, тепер 547. Id. посилається на безпосередньо попередню цитату, тому якщо попередня цитата містить більше одного посилання або незрозуміло, Id. якого посилання. посилається, його використання є недоречним.
- "…виконавчий наказ проголошує, що «Сполучені Штати повинні гарантувати, що ті, хто буде допущений до цієї країни, не мають ворожого ставлення до неї та її основоположних принципів». Id. У ньому стверджується: «Погіршується…» (зі сторінки 3 справи штату Вашингтон проти. Дональд Дж. Трамп)

Ось, Id. посилається на виконавчий наказ, згаданий у попередньому реченні.

### Академічне
- Macgillivray, JA Minotaur: Ser Arthur Evans and the Archaeology of the Minoan Myth . Нью-Йорк: Hill &amp; Wang, 2000.
- Id. Астральний лабіринт: археологія грецького неба . Саттон Паб, 2003.

У цьому прикладі Id. у другій цитаті вказує на те, що автор ідентичний автору попередньої цитати. Тобто автором другої цитати також є Macgillivray, JA